# Paul-José M'Poku
Paul-José M'Poku Ebunge (Kinshasa, 19 aprile 1992) è un calciatore congolese (Repubblica Democratica del Congo) con cittadinanza belga, attaccante dell'UTA Arad.

## Caratteristiche tecniche
M'Poku è un giocatore offensivo dotato di un fisico robusto, in grado di giocare dietro una prima punta o da esterno a destra o sinistra.

## Carriera

### Club

#### Gli inizi
Nel 1998 M'Poku entra a far parte delle giovanili del Cornesse F.C. Nel 2002 cambia maglia ed entra a far parte delle giovanili del Entente Rechaintoise, questo sino al 2004 dove viene notato dagli osservatori dello Standard Liegi che lo prendono a giocare per la loro squadra giovanile. Nel 2008 M'Poku viene acquistato dal Tottenham Hotspur Football Club che lo fa giocare nella Premier Academy League dove a suon di gol e ottime prestazioni ottiene un posto in rosa della prima squadra per la trasferta di FA Cup replay nel febbraio 2010 contro il Bolton Wanderers.
Dal 2009 al 2011 fa parte della rosa della prima squadra del Tottenham, dove però non avrà mai la possibilità di giocare neanche una partita.
Il 24 settembre del 2010 M'Poku si trasferì al Leyton Orient in prestito di un mese, per rimanerci fino al 23 ottobre. Ha fatto il suo debutto in panchina dell'Orient durante la gara contro il Walsall disputatasi il 28 settembre. Dopo aver impressionato il direttore Russell Slade degli stessi Leyton Orient, il suo prestito fu prorogato sino all'8 gennaio del 2011. Ha segnato il suo primo gol nel calcio inglese durante la partita, finita 8-2, contro il Droylsden in gara valida per FA Cup tenutasi il 7 dicembre. Successivamente il prestito fu ancora posticipato alla fine della stagione.  Ha segnato due gol in campionato per Orient.  Ha fatto 35 partite per l'Orient in tutte le competizioni.
Finio il prestito è tornato al Tottenham Hotspur, dove senza effettuare neanche una gara è stato rivenduto allo stesso Standard Liegi per una cifra non resa nota. M'Poku ha segnato il suo primo gol il 23 novembre 2012 in una vittoria per 3-0 contro il Lierse.
Con lo Standard Liegi ha giocato 90 partite, totalizzando 19 reti.

#### Prestito al Cagliari
Il 1º febbraio 2015 passa al Cagliari in prestito oneroso con diritto di riscatto.
L'8 febbraio, subentrando nel secondo tempo dalla panchina, fa il suo esordio con il Cagliari contro la Roma, dove, di testa, segna anche il suo primo goal in Serie A. Colleziona 16 presenze e 3 gol non riuscendo ad evitare la retrocessione del club sardo.

##### Prestito al Chievo
Il 13 luglio dello stesso anno passa in prestito al Chievo Verona con obbligo di riscatto al 30 giugno 2016.
Nell'estate del 2016 passa in prestito ai greci del Panathīnaïkos con cui gioca anche in Europa League.

##### Ritorno allo Standard Liegi
L'estate successiva torna definitivamente al club di partenza, lo Standard Liegi accasandosi definitivamente per tre stagioni.

##### Negli Emirati Arabi
Il 21 gennaio 2020 passa si trasferisce Al-Wahda, squadra militante nella massima serie degli Emirati Arabi.

#### Konyaspor
Il 21 luglio 2021, si sposterà in Turchia, accasandosi al Konyaspor, nella Süper Lig. Nel club turco, totalizzerà 27 presenze, con un bottino magro di sole 3 reti.
Il 23 agosto 2022, rescinderà il contratto con il club, rimanendo svincolato

#### Nuova avventura in Corea del Sud
Il 1⁰ gennaio 2023, inizierà una nuova avventura in Corea del Sud, firmando un contratto per l'Incheon United, nella K League 1, massima serie coreana.

### Nazionale
Compie tutta la trafila nelle nazionali giovanili del Belgio, arrivando anche ad essere capitano della selezione Under-21 alle qualificazioni all'Europeo di categoria 2015.
Nel marzo 2015 viene però convocato dal CT della Nazionale congolese Florent Ibengé per le partite contro l'Iraq. All'inizio è indeciso se accettare o aspettare la chiamata del Belgio, ma alla fine accetta e proprio contro l'Iraq mette a segno su calcio di rigore la sua primo rete in Nazionale maggiore.

## Statistiche

### Presenze e reti nei club
Statistiche aggiornate al 6 novembre 2021.
| Stagione              | Squadra               | Campionato            | Campionato | Campionato | Coppe nazionali | Coppe nazionali | Coppe nazionali | Coppe continentali | Coppe continentali | Coppe continentali | Altre coppe | Altre coppe | Altre coppe | Totale | Totale |
| Stagione              | Squadra               | Comp                  | Pres       | Reti       | Comp            | Pres            | Reti            | Comp               | Pres               | Reti               | Comp        | Pres        | Reti        | Pres   | Reti   |
| --------------------- | --------------------- | --------------------- | ---------- | ---------- | --------------- | --------------- | --------------- | ------------------ | ------------------ | ------------------ | ----------- | ----------- | ----------- | ------ | ------ |
| 2010-2011             | Leyton Orient         | FL1                   | 27         | 3          | FACup+FLT       | 7+1             | 1+0             |                    | -                  | -                  |             | -           | -           | 35     | 4      |
| 2011-2012             | Standard Liegi        | PL                    | 12         | 0          | CB              | 2               | 0               | UCL+EUL            | 0+0                | 0                  | SB          | 0           | 0           | 14     | 0      |
| 2012-2013             | Standard Liegi        | PL                    | 29         | 9          | CB              | 2               | 0               |                    | -                  | -                  |             | -           | -           | 31     | 9      |
| 2013-2014             | Standard Liegi        | PL                    | 37         | 8          | CB              | 2               | 1               | UEL                | 10                 | 3                  |             | -           | -           | 49     | 12     |
| 2014-feb. 2015        | Standard Liegi        | PL                    | 18         | 5          | CB              | 0               | 0               | UCL+UEL            | 4+5                | 1+1                |             | -           | -           | 27     | 7      |
| feb.-giu. 2015        | Cagliari              | A                     | 16         | 3          | CI              | -               | -               |                    | -                  | -                  |             | -           | -           | 16     | 3      |
| 2015-2016             | Chievo                | A                     | 20         | 0          | CI              | 0               | 0               |                    | -                  | -                  |             | -           | -           | 20     | 0      |
| 2016-2017             | Panathīnaïkos         | SL                    | 25         | 2          | CG              | 7               | 2               | UEL                | 4                  | 0                  |             | -           | -           | 36     | 4      |
| 2017-2018             | Standard Liegi        | PL                    | 27+6       | 5          | CB              | 5               | 0               | -                  | 0+0                | 0                  | -           | -           | -           | 38     | 5      |
| 2018-2019             | Standard Liegi        | PL                    | 23+7       | 7+1        | CB              | 1               | 0               | UCL+UEL            | 2+4                | 0                  | SB          | 1           | 0           | 38     | 8      |
| 2019-2020             | Standard Liegi        | PL                    | 18         | 3          | CB              | 3               | 0               | UEL                | 6                  | 1                  | -           | -           | -           | 14     | 3      |
| Totale Standard Liegi | Totale Standard Liegi | Totale Standard Liegi | 175        | 38         |                 | 15              | 1               |                    | 31                 | 6                  |             | 1           | 0           | 240    | 43     |
| gen.giu.2020          | Al-Wahda              | AGL                   | 7          | 1          | CP              | 0               | 0               | ACL                | 2                  | 1                  | -           | -           | -           | 9      | 2      |
| 2020-2021             | Al-Wahda              | AGL                   | 20         | 5          | CP              | 0               | 0               | -                  | -                  | -                  | -           | -           | -           | 20     | 5      |
| Totale Al-Wadha       | Totale Al-Wadha       | Totale Al-Wadha       | 27         | 6          |                 | 0               | 0               |                    | 2                  | 1                  |             | -           | -           | 29     | 7      |
| 2021-2022             | Konyaspor             | SL                    | 27         | 3          | TK              | 2               | 0               | -                  | -                  | -                  | -           | -           | -           | 29     | 3      |
| 2023                  | Incheon Utd           | K1                    | 21         | 3          | CCS             | 2               | 1               | ACL                | 3                  | 1                  | -           | -           | -           | 26     | 5      |
| Totale carriera       | Totale carriera       | Totale carriera       | 338        | 55         |                 | 44              | 5               |                    | 35                 | 7                  |             | 1           | 0           | 412    | 67     |

### Cronologia presenze e reti in nazionale
| Cronologia completa delle presenze e delle reti in nazionale ― RD del Congo | Cronologia completa delle presenze e delle reti in nazionale ― RD del Congo | Cronologia completa delle presenze e delle reti in nazionale ― RD del Congo | Cronologia completa delle presenze e delle reti in nazionale ― RD del Congo | Cronologia completa delle presenze e delle reti in nazionale ― RD del Congo | Cronologia completa delle presenze e delle reti in nazionale ― RD del Congo | Cronologia completa delle presenze e delle reti in nazionale ― RD del Congo | Cronologia completa delle presenze e delle reti in nazionale ― RD del Congo |
| Data                                                                        | Città                                                                       | In casa                                                                     | Risultato                                                                   | Ospiti                                                                      | Competizione                                                                | Reti                                                                        | Note                                                                        |
| --------------------------------------------------------------------------- | --------------------------------------------------------------------------- | --------------------------------------------------------------------------- | --------------------------------------------------------------------------- | --------------------------------------------------------------------------- | --------------------------------------------------------------------------- | --------------------------------------------------------------------------- | --------------------------------------------------------------------------- |
| 28-3-2015                                                                   | Abu Dhabi                                                                   | Iraq                                                                        | 2 – 1                                                                       | RD del Congo                                                                | Amichevole                                                                  | 1                                                                           | 80’                                                                         |
| 31-3-2015                                                                   | Sharjah                                                                     | Iraq                                                                        | 1 – 0                                                                       | RD del Congo                                                                | Amichevole                                                                  | -                                                                           | 56’                                                                         |
| 29-3-2016                                                                   | Luanda                                                                      | Angola                                                                      | 0 – 2                                                                       | RD del Congo                                                                | Qual. Coppa d'Africa 2017                                                   | -                                                                           | 90+4’                                                                       |
| 25-5-2016                                                                   | Como                                                                        | RD del Congo                                                                | 1 – 1                                                                       | Romania                                                                     | Amichevole                                                                  | -                                                                           | 78’                                                                         |
| 5-6-2016                                                                    | Mahajanga                                                                   | Madagascar                                                                  | 1 – 6                                                                       | RD del Congo                                                                | Qual. Coppa d'Africa 2017                                                   | 2                                                                           | 83’                                                                         |
| 4-10-2016                                                                   | Kinshasa                                                                    | RD del Congo                                                                | 0 – 1                                                                       | Kenya                                                                       | Amichevole                                                                  | -                                                                           | 71’                                                                         |
| 5-1-2017                                                                    | Yaoundé                                                                     | Camerun                                                                     | 2 – 0                                                                       | RD del Congo                                                                | Amichevole                                                                  | -                                                                           | 46’                                                                         |
| 24-1-2017                                                                   | Libreville                                                                  | Togo                                                                        | 1 – 3                                                                       | RD del Congo                                                                | Coppa d'Africa 2017 - 1º turno                                              | 1                                                                           | 60’                                                                         |
| 30-1-2017                                                                   | Oyem                                                                        | Ghana                                                                       | 2 – 1                                                                       | RD del Congo                                                                | Coppa d'Africa 2017 - 1º turno                                              | 1                                                                           | 83’                                                                         |
| 5-9-2017                                                                    | Kinshasa                                                                    | RD del Congo                                                                | 2 – 2                                                                       | Tunisia                                                                     | Qual. Mondiali 2018                                                         | 1                                                                           |                                                                             |
| 28-5-2018                                                                   | Port Harcourt                                                               | Nigeria                                                                     | 1 – 1                                                                       | RD del Congo                                                                | Amichevole                                                                  | -                                                                           | 73’                                                                         |
| 24-3-2019                                                                   | Kinshasa                                                                    | RD del Congo                                                                | 1 – 0                                                                       | Liberia                                                                     | Qual. Coppa d'Africa 2019                                                   | -                                                                           | 73’                                                                         |
| 9-6-2019                                                                    | Marbella                                                                    | RD del Congo                                                                | 0 – 0                                                                       | Burkina Faso                                                                | Amichevole                                                                  | -                                                                           | 63’                                                                         |
| 15-6-2019                                                                   | Madrid                                                                      | RD del Congo                                                                | 1 – 1                                                                       | Kenya                                                                       | Amichevole                                                                  | -                                                                           | 76’                                                                         |
| 22-6-2019                                                                   | Il Cairo                                                                    | RD del Congo                                                                | 0 – 2                                                                       | Uganda                                                                      | Coppa d'Africa 2019 - 1º turno                                              | -                                                                           | 52’                                                                         |
| 7-7-2019                                                                    | Alessandria d'Egitto                                                        | Madagascar                                                                  | 2 – 2 dts (4 – 2 dtr)                                                       | RD del Congo                                                                | Coppa d'Africa 2019 - Ottavi di finale                                      | -                                                                           | 90’                                                                         |
| 10-10-2019                                                                  | Blida                                                                       | Algeria                                                                     | 1 – 1                                                                       | RD del Congo                                                                | Amichevole                                                                  | -                                                                           | 90+1’                                                                       |
| 13-10-2019                                                                  | Amiens                                                                      | Costa d'Avorio                                                              | 3 – 1                                                                       | RD del Congo                                                                | Amichevole                                                                  | -                                                                           |                                                                             |
| 14-11-2019                                                                  | Kinshasa                                                                    | RD del Congo                                                                | 0 – 0                                                                       | Gabon                                                                       | Qual. Coppa d'Africa 2021                                                   | -                                                                           | 75’                                                                         |
| 18-11-2019                                                                  | Bakau                                                                       | Gambia                                                                      | 2 – 2                                                                       | RD del Congo                                                                | Qual. Coppa d'Africa 2021                                                   | -                                                                           | 78’                                                                         |
| 5-6-2021                                                                    | Radès                                                                       | Tunisia                                                                     | 1 – 0                                                                       | RD del Congo                                                                | Amichevole                                                                  | -                                                                           | 64’                                                                         |
| 11-6-2021                                                                   | Tunisi                                                                      | Mali                                                                        | 1 – 1                                                                       | RD del Congo                                                                | Amichevole                                                                  | -                                                                           | 46’                                                                         |
| Totale                                                                      |                                                                             | Presenze                                                                    | 22                                                                          |                                                                             | Reti                                                                        | 6                                                                           |                                                                             |

## Palmarès

### Club

#### Competizioni nazionali
- Coppa del Belgio: 1

Standard Liegi: 2017-2018